# Infor M3
Infor M3 är ett globalt affärssystem (ERP) som ursprungligen utvecklades av det svenska företaget Entra Data i början av 1980‑talet under produktnamnet Movex.  
År 1991 förvärvades Entra Data av Intentia International AB, som tog över och vidareutvecklade systemet.  
Efter sammanslagningen mellan Intentia och amerikanska Lawson Software 2006 bytte produkten namn till Lawson M3.  
Sedan Infors uppköp av Lawson 2011 marknadsförs systemet som Infor M3.  
I dag används Infor M3 av tillverkande och distribuerande företag världen över, med branschfokus på bl.a. mode, livsmedel och utrustning.